# Вила Пулчини (Ријети)
Вила Пулчини је насеље у Италији у округу Ријети, региону Лацио.
Према процени из 2011. у насељу је живело 40 становника. Насеље се налази на надморској висини од 843 м.